# Blåhaj
Blåhaj (sovint estilitzat com BLÅHAJ, pronunciació en suec: [ˈbloːhaj], literalment «tauró blau») és un animal de peluix fabricat i venut per l'empresa de mobles sueca IKEA. Es tracta d'un tauró de color blau fabricat amb polièster reciclat. El peluix es va convertir en un fenomen a la cultura d'internet a partir de l'any 2014, i sobretot va guanyar popularitat l'any 2020, pel seu ús com a símbol de la comunitat trans.

## Propietats fisiques
Blåhaj és un peluix amb forma de tauró blau farcit de polièster reciclat.
Existeixen dues versions. La petita, mesura 55 cm de llarg mentre que la més gran, 100 cm.

## Producció i distribució
El peluix es va llançar l'any 2014 per la cadena de botigues de mobles sueca IKEA. Una versió molt similar del mateix va començar a ser distribuïda el 2010 sota el nom de Klappar Haj (en català: «peluix acariciable»), i més tard se li va canviar el nom a Blåhaj.
A principis de l'any 2022, IKEA Gran Bretanya va anunciar a través del seu compte a la xarxa social Twitter, que finalitzaria la producció de Blåhaj a partir de l'abril de 2022. Altres fonts confirmarien més tard que el producte ja havia estat eliminat o estava sense existències a les botigues de la Xina, Taiwan i Singapur. Això va provocar una resposta negativa a les xarxes socials, davant la qual diversos comptes oficials de la botiga a altres regions van assegurar que el producte seguiria en venda.

## Icona cultural

Bandera de l'orgull trans, que posseeix colors similars als del Blåhaj

L'any del seu llançament, 2014, el peluix va guanyar popularitat en la xarxa social Tumblr. Sovint, les fotos que es compartien del peluix se'l podia veure duent a terme activitats de la vida quotidiana. Aquesta tendència va repetir-se de nou l'any 2019.
Els primers vincles entre Blåhaj i la comunitat trans van ocórrer el 2020, després que un usuari del portal Reddit creés un fil titulat «Blåhaj is an ally» (en català: Blåhaj és aliat). L'any 2021, amb motiu del referèndum sobre el matrimoni igualitari realitzat pel govern de Suïssa, IKEA va llançar una campanya publicitària a favor del mateix, en la qual es mostraven una sèrie de fotografies on es veien a parelles de peluixos de la marca. Una d'elles mostrava a Blåhaj amb un os polar, amb el lema «matrimoni per a tothom».
L'any 2022, IKEA Canadà va fer una donació de Blåhaj personalitzats amb el color de la bandera trans a pacients del Centre de Salut Sexual de Halifax.